# Season Choi
Season Choi (* 19. Januar 2006) ist eine Leichtathletin aus Hongkong, die sich auf den Sprint spezialisiert hat.

## Sportliche Laufbahn
Erste internationale Erfahrungen sammelte Season Choi im Jahr 2023, als sie bei den U20-Asienmeisterschaften in Yecheon in 3:48,54 min den vierten Platz mit der Hongkonger 4-mal-400-Meter-Staffel belegte. 2025 gelangte sie bei den Asienmeisterschaften in Gumi mit 3:47,80 min auf den siebten Platz.
2025 wurde Choi Hongkonger Meisterin im 400-Meter-Lauf.

## Persönliche Bestleistungen
- 400 Meter: 56,72 s, 11. Mai 2025 in Chongqing